# Agostino Vespucci
Agostino Vespucci   (Terricciola, 1462 - Terranuova Bracciolini, 1515 (Gregorià)) va ser un canceller de Florència i un ajudant de Niccolò Machiavelli i d'altres. Era un cosí d'Amerigo Vespucci És ben conegut per ajudar a confirmar que el model de la Mona Lisa de Leonardo da Vinci era Lisa del Giocondo, però també és l'autor de moltes altres cartes i manuscrits.

## Mona Lisa

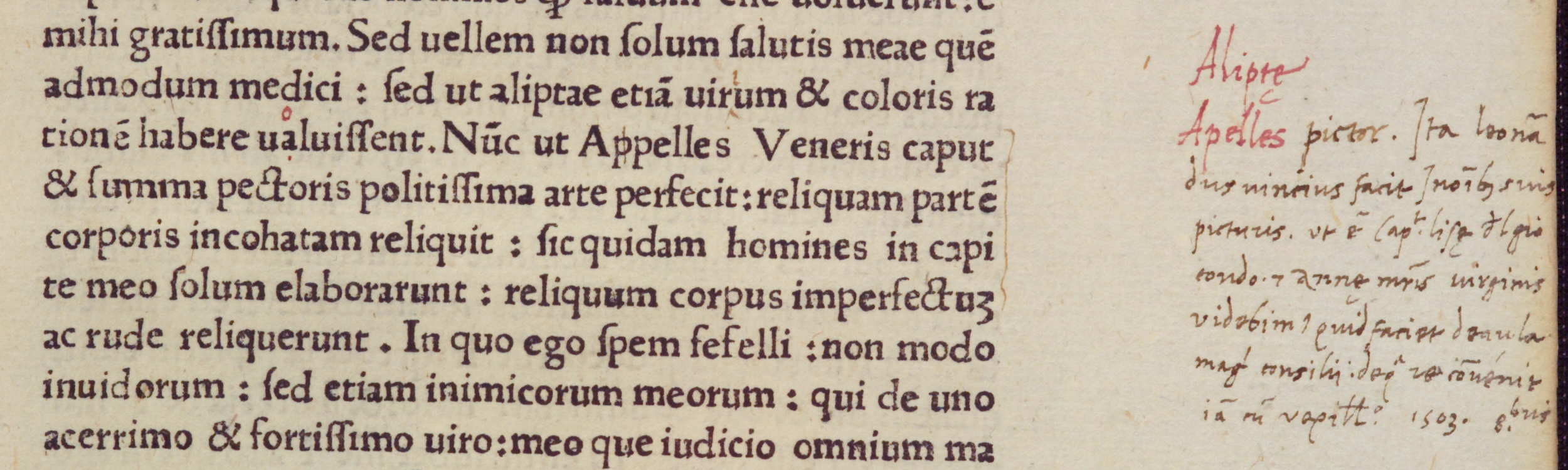
La nota escrita per Vespucci en el marge dret es refereix a un passatge específic de Ciceró.

La identitat de la dona jove pintada per Leonardo a la Mona Lisa era difícil de determinar fins que es va trobar un comentari escrit per Vespucci al marge de l'edició de l'any 1477 d'Epistulae ad Familiares de Ciceró, actualment a la biblioteca de la Universitat de Heidelberg. Aquest descobriment el va fer el Dr. Armin Schlechter l'any 2005.
El text en llatí d'aquesta nota és el següent: "Apelles pictor. Ita Leonardus Vincius facit in omnibus suis picturis, ut enim caput Lise del Giocondo et Anne matris virginis. Videbimus, quid faciet de aula magni consilii, de qua re convenit iam cum vexillifero. 1503 octobris." (en català: "Apelles el pintor. Aquesta és la manera com Leonardo da Vinci fa amb totes les seves pintures, per exemple, amb el rostre de Lisa del Giocondo i amb Santa Anna, la mare de la Verge. Anem a veure com es va a fer amb respecte a la gran sala del consell, el que acaba d'arribar a un acord sobre la gonfaloniere. Octubre 1503..")
La inclusió del nom i de la data permeten validar-la amb les dades utilitzades l'any 1550 per Giorgio Vasari, qui afirma que durant aquest període Leonardo havia agafat un encàrrec de Francesco del Giocondo per a pintar la seva dona, "Mona Lisa" Aquí Mona no és un nom, sinó l'abreviació de Madonna ("dama" en italià).